# Tykocin
Tykocin is een stad in het Poolse woiwodschap Podlachië, gelegen in de powiat Białostocki. De oppervlakte bedraagt 28,96 km², het inwonertal 2002 (30 juni 2012). Nabij Tykocin ligt het gereconstrueerde 15e-eeuwse koninklijke kasteel van Tykocin. Het stadje heeft vele monumenten, wat ervoor zorgt dat het steeds meer bezocht worden door toeristen uit binnen- en buitenland.
Tykocin kreeg in 1425 zijn stadsrechten. In 1656 had nabij het dorpje de slag bij Tykocin plaats.